# Конгресс профсоюзов Эсватини
Конгресс профсоюзов Эсватини (англ. Trade Union Congress of Eswatini, TUCOSWA) — национальный центр профсоюзов Эсватини (бывшего Свазиленда).

## История
Конгресс профсоюзов Эсватини (TUCOSWA) был создан в январе 2012 года посредством объединения Федерации профсоюзов Свазиленда (Swaziland Federation of Trade Unions, SFTU) и Федерации труда Свазиленда (Swaziland Federation of Labour, SFL).
SFTU была образована в 1983 году, включала более двух десятков профсоюзов и под руководством Яна Ситоле, генерального секретаря на протяжении 25 лет, объединяла 83 тысячи членов. В 1994 году от неё откололась SFL, членство в которой выросло с 5 до 20 тысяч; генсек SFL Винсент Нконгване также возглавил объединивший оба профцентра Координационный совет труда (Labour Coordinating Council) и Объединённый демократический фронт Свазиленда, в который, помимо этих профсоюзов, вошли представители других общественных организаций и политических сил.
В 2013 году объединённый профцентр TUCOSWA насчитывал 35 000 членов. Внутри его было принято решение о сокращении числа членских организаций посредством процесса слияния с 28 до 3 (крупнейшими в итоге стали Объединённые профсоюзы Свазиленда ATUSWA во главе с Уандером Мхонзой).
TUCOSWA, как и её предшественники, возглавляла борьбу за демократизацию и реформы. И ранее профсоюзных активистов подвергали полицейскому насилию и даже расправам (так, казначей SFTU Мхолиси Мбата был избит до смерти полицейскими, ворвавшимися на заседание руководства профцентра, а член Профсоюза сельскохозяйственных и плантационных рабочих Свазиленда Сифо Джеле погиб в участке после задержания на организованном SFTU праздновании Первомая за ношение футболки с логотипом Объединённого народного демократического движения), но и после консолидации профсоюзов участились сообщения об ужесточении репрессий и полицейских мер против их актива.
Первоначально Конгресс профсоюзов был признан и зарегистрирован правительством Свазиленда-Эсватини в Министерстве труда и социальной защиты. Однако накануне национальных выборов власти приняли решение отменить регистрацию TUCOSWA в апреле 2013 года, нарушив правила Международной организации труда (МОТ) (конвенция № 87), ратифицированные Эсватини. Суд заявил, что в законодательстве были только нормы о регистрации отдельных профсоюзов, в то время как положение о регистрации федерации было отменено в соответствии с Законом о производственных отношениях 2000 года.
В октябре 2014 года министр труда и социальной защиты Свазиленда Винни Магагула подтвердила запрет, объявив постановление Кабинета министров, согласно которому все профсоюзные федерации должны немедленно прекратить свою деятельность. Таким образом, TUCOSWA фактически была объявлена вне закона, парализовав социальный диалог и оставив страну без всеобъемлющей федерации профсоюзов, поскольку Федерация профсоюзов Свазиленда и Федерация труда Свазиленда, сформировавшие TUCOSWA, распустили свои организации после слияния.
Южноафриканская федерация профсоюзов COSATU и датская неправительственная организация Africa Contact начали кампанию по снятию запрета на деятельность TUCOSWA в июле 2013 года. Международная конфедерация профсоюзов, в которую вошёл Конгресс профсоюзов Свазиленда, стала глобальным голосом борьбы за возвращение ему регистрации (помимо МКП, TUCOSWA также состоит в Организации африканского профсоюзного единства, Organisation of African Trade Union Unity).
Интересы Конгресса в суде успешно представлял известный правозащитник и профсоюзный юрист Тулани Масеко, сам ставший политзаключённым за критику судебной системы. В итоге, 12 мая 2015 года после трёх лет борьбы за признание Конгресс профсоюзов Свазиленда вновь получил регистрацию Министерства труда и социальной защиты Свазиленда. Трудящиеся Свазиленда и их профсоюзная конфедерация были в том же году отмечены американскими коллегами из АФТ-КПП международной премией в области прав человека имени Джорджа Мини и Лейна Киркланда «за мужество и настойчивость в отстаивании своих прав в одной из самых деспотичных стран мира».